# 上都 (土衛六)
上都（英語：Xanadu）（有時也稱為「上都區」，雖然這不是官方的名稱）是在土星的衛星泰坦前導半球上的一個明亮的高反射區，它的名稱來自中國元朝的上都，它是18世紀的英國詩人柯勒律治的詩中所描述傳說中的忽必烈汗宮殿所在之處。
這個地形最初是天文學家在1994年從哈伯太空望遠鏡的遠紅外線影像中發現，最近再由卡西尼獲得更詳細的影像。上都的大小和澳洲相近，初步的觀測顯示上都像是刨冰的高反射率高原，包含了一些在對比下顯得黑暗的低地。這與黑暗的地區海，那些曾經被認為是液體的碳氫化合物，現在被認為是平原，形成非常尖銳與鮮明的對比。
由卡西尼在2004年10月和12月接觸時獲得的新影像，顯示在上都西方的地區有著複雜的反射樣式。目前科學家仍在辯論這樣的反射特徵是如何形成的，一個可能的罪魁禍首是構造作用。證據顯示在上都的西方布滿了交叉的黑暗輪廓地形。科學家也在研究在上都和香格里拉邊緣向西方延伸的一塊黑暗區域。邊界的形狀建議黑暗的物質環抱著明亮的地區。
來自卡西尼的雷達影像顯示，在上都有沙丘、小山、河流和山谷。這些特徵比較像是覆蓋的冰，像是液體的甲烷或乙烷造成的，而不太像是固體的表面。

## 外部連結
- Patch of Saturn's Moon Resembles Earth（页面存档备份，存于）
- Cassini finds land on Titan（页面存档备份，存于） Lucy Sherriff（The Register）Thursday 20 July 2006 13:36 GMT